# تابستانی که هیکارو مرد
تابستانی که هیکارو مرد (ژاپنی: 光が死んだ夏 هپبورن: Hikaru ga Shinda Natsu) مجموعه مانگای ژاپنی به نویسندگی و تصویرگری موکوموکورن است. انتشار این مانگا از اوت ۲۰۲۱ در وبگاه یانگ ایس آپ متعلق به انتشارات کادوکاوا شوتن آغاز شد. تا دسامبر ۲۰۲۴، فصل‌های جداگانهٔ این مانگا در قالب شش جلد تانکوبون گردآوری و منتشر شده‌اند. داستان مانگا دربارهٔ نوجوانی به نام یوشیکی است که در روستایی در ژاپن زندگی می‌کند. او درمی‌یابد که بهترین دوستش هیکارو توسط موجودی ماورایی تسخیر شده و اکنون مجبور است در دل خطرات فراطبیعی با تغییر رابطه‌شان کنار بیاید. ایدهٔ اولیه این مانگا در زمان آمادگی موکوموکورن برای امتحانات شکل گرفت و پس از انتشار طرح‌هایی در توییتر، تحریریهٔ یانگ ایس آپ با او تماس گرفت و پیشنهاد داد که مانگا را در وبگاه آن‌ها به صورت سریالی منتشر کند. اقتباس مجموعه انیمه‌ای این مانگا که توسط استودیوی سای‌گیمز پیکچرز تولید شده، قرار است در ژوئیه ۲۰۲۵ پخش شود.
پس از انتشار جلد نخست، این مانگا با استقبال چشمگیر منتقدان و مخاطبان روبه‌رو شد. تنها در سه ماه نخست، ۲۰۰ هزار نسخه از جلد اول به فروش رسید و از نظر روایت داستانی، طراحی بصری و شخصیت‌پردازی مورد تحسین قرار گرفت.

## تولید
موکوموکورن برای نخستین بار ایدهٔ مانگای تابستانی که هیکارو مرد را در دوران آمادگی برای آزمون ورودی دبیرستان در ذهن پروراند. پس از فارغ‌التحصیلی، او از ژانویهٔ ۲۰۲۱ شروع به انتشار طراحی‌های خود در توییتر کرد. مدتی بعد، تحریریهٔ مجله یانگ ایس آپ با او تماس گرفت و پیشنهاد داد که مانگا را به صورت سریالی در این نشریه منتشر کند، پیشنهادی که او پذیرفت. موکوموکورن از طرفداران مانگاهای اکشن منتشرشده در هفته‌نامه شونن جامپ و ویکلی یانگ جامپ به ویژه توکیو غول است.
هنگام نوشتن این مانگا، موکوموکورن تلاش می‌کند عنصر وحشت را در حداقل نگه دارد و بیشتر با احساسات مخاطب ارتباط برقرار کند تا صرفاً با ایجاد ترس. او همچنین معتقد است که مضمون داستان باعث افزایش حس وحشت می‌شود، زیرا به پدیده‌ای روان‌شناختی به نام اثر پل معلق متکی است؛ اثری که می‌گوید انسان‌ها زمانیکه دچار اضطراب یا ترس می‌شوند، بیشتر مستعد عاشق‌شدن هستند. در زمینهٔ طراحی، موکوموکورن می‌کوشد از نام‌آواهایی استفاده کند که چندان رایج نیستند، اما همزمان مراقب است تا این نام‌آواها در متن داستان به درستی جا بیفتند و معنا داشته باشند.
موکوموکورن در ابتدا این داستان را در سال ۲۰۲۱ به عنوان یک اثر وان شات در ژانر عشق پسرانه معرفی کرد، اما در نسخهٔ رسمی که در سال ۲۰۲۲ منتشر شد، تصمیم گرفت ژانر مشخصی برای آن اعلام نکند.